# HIV Drug Resistance Database
Die HIV Drug Resistance Database, auch bekannt als Stanford HIV RT and Protease Sequence Database, ist eine Datenbank an der Stanford University, die häufige Mutationen von HIV verfolgt.
Sie wurde im Jahr 2008 neu zusammengestellt und listet 93 häufige Mutationen auf, nach der ersten Zusammenstellung im Jahr 2007 waren es 80 Mutationen.
Die neueste Liste nutzt Daten aus anderen Labors in Europa, Kanada und den Vereinigten Staaten, darunter mehr als 15.000 Sequenzen von unbehandelten Personen.